# Załupa Świerza

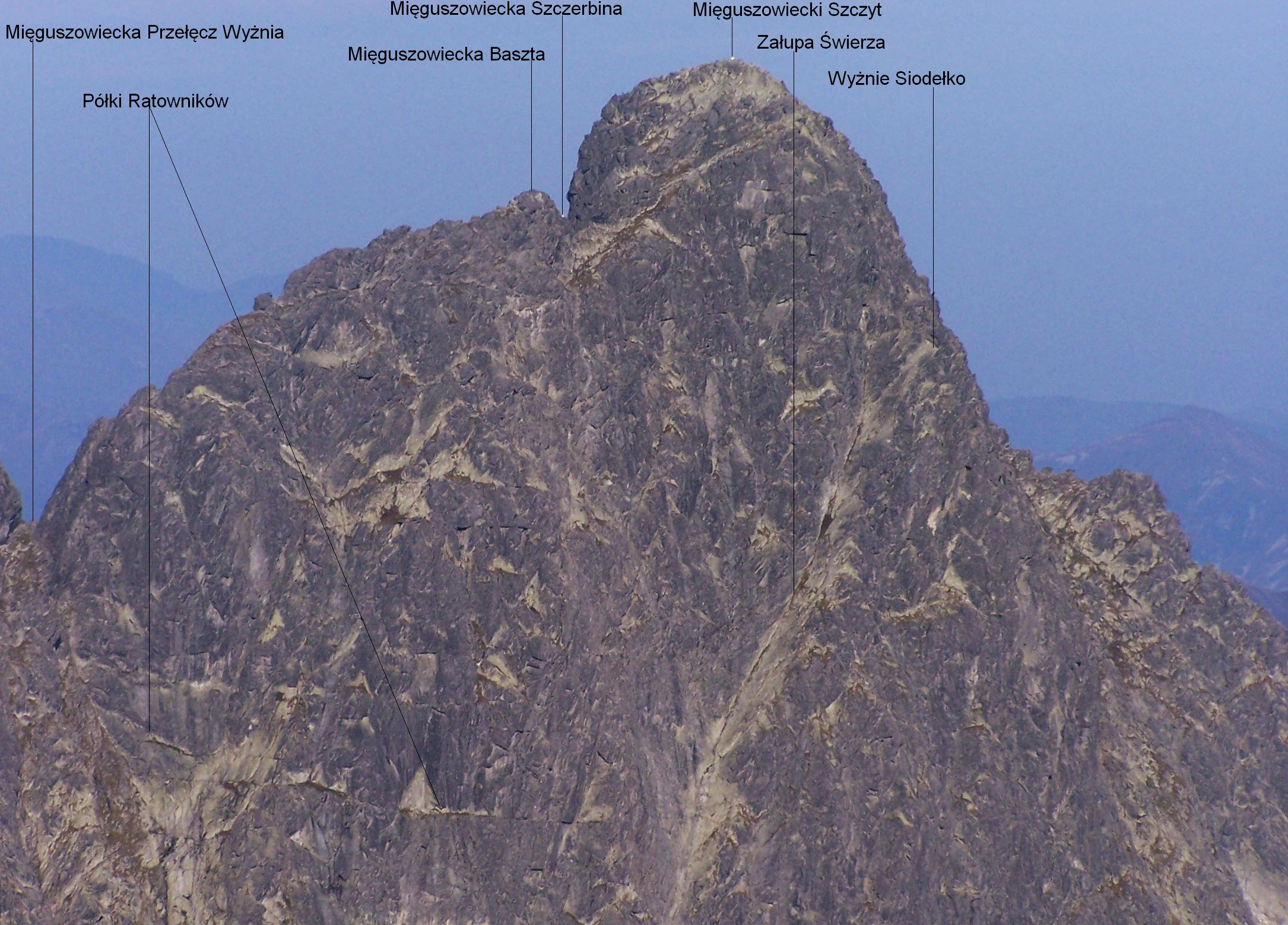

Załupa Świerza – duża załupa na wschodniej ścianie Mięguszowieckiego Szczytu w Tatrach Polskich. Odgałęzia się na środku ściany od depresji opadającej z Mięguszowieckiej Szczerbinki i biegnie w prawo, prosto i bardzo stromo do Wyżniego Siodełka na Mięguszowieckim Filarze. Załupa ma długość około 200 m,  a jej szerokość w najszerszym miejscu dochodzi do kilkunastu metrów.
Nazwa załupy upamiętnia taternika Mieczysława Świerza, który jako pierwszy wraz z Janem Humpolą przeszedł załupą 22 września 1921 r. Prowadząca nią droga wspinaczkowa to Droga Świerza. Zaczyna się na Dolnym Tarasie powyżej Bańdziocha, kończy na Mięguszowieckim Szczycie. Obecnie ma kilka wariantów. Najłatwiejszy to III, miejscami IV lub V- w skali tatrzańskiej. Czas przejścia 3 godz. (latem w dobrych warunkach).
Załupa Świerza, depresja opadająca z Mięguszowieckiej Szczerbinki i Mięguszowiecki Filar wyznaczają część wschodniej ściany Mięguszowieckiego Szczytu, na której taternicy rzadko bywają. Przecina ją tylko jedna Prawa droga Mączki (V+, A1). Władysław Cywiński pisze: Gdyby toto stało bliżej, dróg w górnej “kratce” byłoby kilkanaście.